# Сошников (село)
Сошнико́в (укр. Сошників) — село, входит в Бориспольский район Киевской области Украины. Расположено на реке Карань.
Население по переписи 2001 года составляло 1599 человек. Почтовый индекс — 08363. Телефонный код — 4595. Занимает площадь 5,89 км². Код КОАТУУ — 3220887001.

## Местный совет
08363, Киевская обл, Бориспольский р-н, с. Сошников, ул. Иванова, 3